# Нелеђешти (Алба)
Нелеђешти (рум. Nelegești) насеље је у Румунији у округу Алба у општини Соходол. Oпштина се налази на надморској висини од 734 m.

## Становништво
Према подацима из 2002. године у насељу је живело 30 становника, од којих су сви румунске националности.